# Castril (cràter marcià)

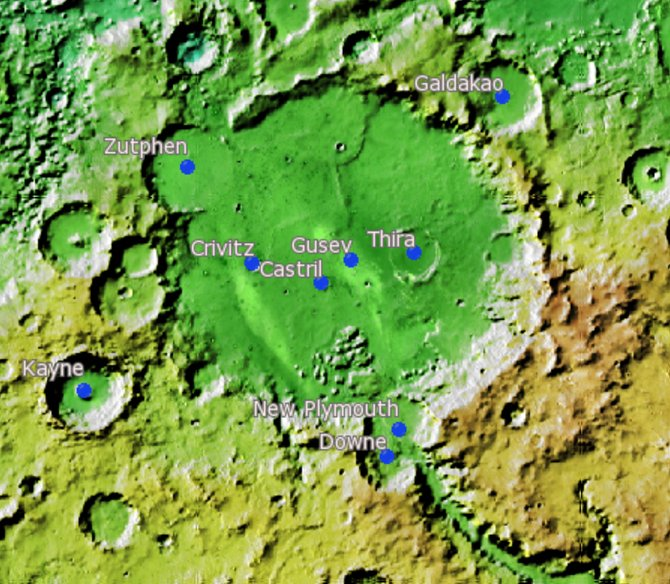
Localització de Castril

Castril és el nom d'un petit cràter d'impacte al planeta Mart situat amb el sistema de coordenades planetocèntriques a -14.68 ° latitud N i 175.32 ° longitud E. L'impacte va causar una obertura de 2.19 quilòmetres de diàmetre en la superfície del quadrangle Aeolis, corresponent a la nomenclatura MC-23.
S'hi troba a l'interior del cràter Gusev, que amb 158 km de diàmetre allotja altres impactes amb nom propi, com Crivitz o Thira.
El nom va ser aprovat en 2002 per la Unió Astronòmica Internacional en honor de Castril, Granada, Espanya.